# ايريش سالومون
ايريش سالومون (Erich Salomon) (ولد يوم 28 أبريل 1886 في برلين / وتوفي 7 يوليو 1944 في معسكر أوشفيتز بيركينو). هو مصور ألماني. مؤسس التصوير الصحفي.

## معرض صور

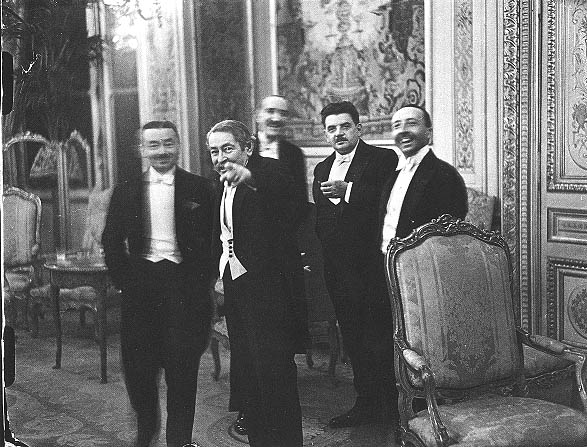
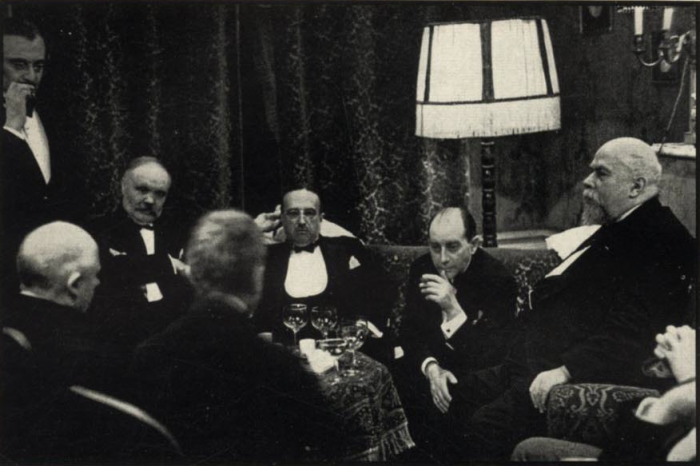
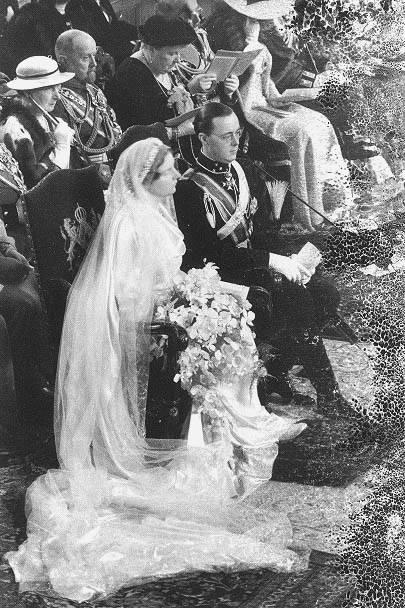
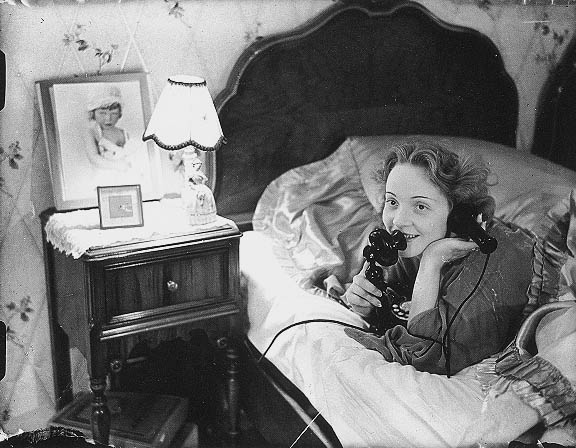